# Symmetrisches Optimum
Das symmetrische Optimum ist ein Auslegungsverfahren der Regelungstechnik für Eingrößensysteme mit ausschließlich reellen Polen.
Voraussetzung für die Anwendbarkeit des Verfahrens ist, dass die Zeitkonstanten der Regelstrecke in eine Gruppe großer und eine Gruppe kleiner Zeitkonstanten eingeteilt werden können, so dass jede große Zeitkonstante für sich sehr viel größer als die Summe der kleinen Zeitkonstanten ist:
große Zeitkonstanten {\displaystyle T_{\nu },\nu =1\ldots n}
kleine Zeitkonstanten {\displaystyle \tau _{\mu },\mu =1\ldots m}
{\displaystyle T_{1}\ldots T_{n}\gg \sum _{\mu =1}^{m}\tau _{\mu }=\tau _{\Sigma }}
Beim Reglerentwurf nach dem symmetrischen Optimum soll die Durchtrittsfrequenz des offenen Regelkreises mittig zwischen {\displaystyle \textstyle {\frac {1}{\tau _{\Sigma }}}} und {\displaystyle \textstyle max\left({\frac {1}{T_{\nu }}}\right)} liegen.
Ein weiteres Optimierungsverfahren der Regelungstechnik ist das Betragsoptimum. Im Gegensatz zum Betragsoptimum kann das Verfahren des symmetrischen Optimums auch auf integrierende Strecken angewendet werden.